# Classe di ferro (film 1957)
Classe di ferro è un film italiano del 1957 diretto da Turi Vasile.

## Trama
In una caserma di Napoli un gruppo di giovani soldati trascorre il periodo di leva tra manovre militari e libere uscite nelle quali cercano di abbordare le ragazze. Sotto il controllo burbero di un vociante maresciallo si svolgono diverse vicende, a iniziare da quella di uno neo-scrittore che riesce a farsi pubblicare il suo primo romanzo dalla casa editrice di cui è proprietario il ricco commendatore. Questi però è il padre di un suo commilitone, il quale vuole tenere tutti all'oscuro della sua ricchezza. Del giovane letterato si innamora però la figlia del commendatore e alla fine i due potranno superare, grazie all'onestà del giovane, anche le resistenze del padre.
Un altro soldato, siciliano, dopo aver insistentemente richiesto il congedo per motivi famigliari, quando infine lo ottiene decide di restare perché si trova bene in caserma. Un giovane contadino veneto, dopo aver appreso che la sua famiglia ha perso il raccolto, sceglie di restare nell'Esercito, preferendo la carriera militare. Un impenitente rubacuori fiorentino seduce tutte le giovani ballerine che gli capitano a tiro, ma poi deve fare i conti con l'arrivo improvviso della sua fidanzata che lo sorprende con una di queste e gli dà una lezione davanti a tutti. Lei alla fine lo perdonerà, con conseguente matrimonio. Né manca il soldato genovese afflitto dalla tradizionale spilorceria.

## Produzione

### Cast
Dei molti giovani interpreti italiani di questo film (una co-produzione italo-spagnola), molti intraprenderanno poi carriere artistiche differenti: Mario Ambrosino diventò scenografo, Walter Santesso regista, Giorgio Serralunga montatore, Gianni Minervini e Ciro Ippolito produttori. Attilio Martella, che comunque interpretò ancora diversi film (tra i quali Sedotta e abbandonata) diventò direttore di produzione.

## Colonna sonora
Il film è accompagnato da svariate melodie del cantante e chitarrista napoletano Fausto Cigliano.

## Accoglienza

### Critica
«Diventa sempre più difficile – scrive F. Ranieri su ‘'Bianco e Nero'’ del dicembre 1957 – dinnanzi a questi deplorevoli film, un commento specifico, non riferito semplicemente alla categoria cui appartengono, ma non vogliamo tacere (…) l'assurdità di una 'naja' all'americana, con capelloni in piscina, in macchina ed alle sfilate di moda».

### Incassi
"Classe di ferro" ha incassato 504 milioni di lire, Vista la qualità della pellicola, decisamente destinata a non passare alla storia del cinema italiano, si tratta di una somma considerevole, tenuto conto che il famoso ”I soliti ignoti” incassò l'anno successivo soltanto il doppio, circa un miliardo di lire.